# Dahlbergh
Dahlbergh var en svensk grevlig ätt med nummer 36. Dess mest kände medlem var landshövdingen i Jönköpings län och generalguvernören Erik Dahlbergh, som upphöjdes i grevligt stånd 1693. Med sin hustru Maria Eleonora Drakenhielm (1650–1680) hade han sju barn, tre söner och fyra döttrar.  Sönerna dog unga och ogifta före fadern, varvid ätten utgick med honom själv på svärdssidan 1703 och slutgiltigt utslocknade år 1712 med hans dotter Dorotea Beata, gift Adlerberg. Ett av hennes barnbarn var Axel Fredrik Cronstedt.